# ستيف هوكر

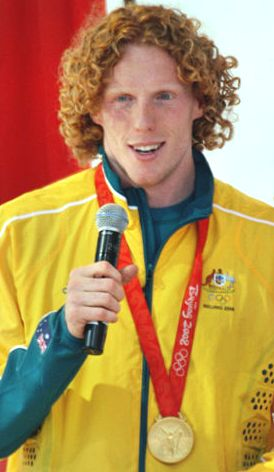
ستيف هوكر في 2008

ستيفن ليزلي هوكر (بالإنجليزية: Steven "Steve" Leslie Hooker) وهو قافز بالزانة أسترالي ولد في يوم 16 يوليو 1982 في مدينة ملبورن في أستراليا، تمكن من الفوز بالميدالية الذهبية في الألعاب الأولمبية الصيفية 2008 في بكين في الصين وفاز بالميدالية الذهبية في بطولة العالم لألعاب القوى 2009 في برلين في ألمانيا وفاز بالميدالية الذهبية في بطولة العالم لألعاب القوى داخل الصالات 2010 في الدوحة عاصمة قطر، وصل رقمه الأعلى إلى 6.06 متر وهو صاحب ثالث أعلى رقم في التاريخ في القفز بالزانة بعد رقم الأوكراني سيرجي بوبكا و الفرنسي رينو لافيينيه.

## روابط خارجية
- ستيف هوكر على موقع الاتحاد الدولي لألعاب القوى (الإنجليزية)
- ستيف هوكر على موقع النتائج التاريخية لألعاب القوى الأسترالية (الإنجليزية)
- ستيف هوكر على موقع الدوري الماسي (الإنجليزية)
- ستيف هوكر على موقع اللجنة الأولمبية الدولية (الإنجليزية)
- ستيف هوكر على موقع أوليمبيديا (الإنجليزية)
- ستيف هوكر على موقع اللجنة الأولمبية الأسترالية (الإنجليزية)
- ستيف هوكر على موقع اتحاد ألعاب الكومنولث (مؤرشف) (الإنجليزية)
- ستيف هوكر على موقع دورة ألعاب الكومنولث 2006 (مؤرشف) (الإنجليزية)
- ستيف هوكر على موقع قاعة أستراليا للمشاهير الرياضية (الإنجليزية)